# Martín Pérez Guedes
Martín Pérez Guedes (Tres Arroyos, 18 agosto 1991) è un calciatore argentino, centrocampista dell'Universitario.

## Caratteristiche tecniche
È un trequartista.

## Carriera
Nella stagione 2012-2013 ha disputato 17 incontri con la maglia del Racing Club nella massima divisione argentina.
Pérez Guedes ha iniziato la sua carriera nel calcio peruviano nel 2021 con l'Universidad San Martín e, dopo il suo buon anno, è stato ingaggiato da Melgar de Arequipa nel 2022.
Nella stagione 2022, difendendo la maglia di Melgar, ha mostrato grandi prestazioni che lo hanno reso uno dei punti di riferimento della squadra: ha raggiunto la finale del campionato peruviano e la semifinale della Coppa Sudamericana, ha giocato 54 partite e segnato 9 gol.
Nel 2023 viene presentato come nuovo calciatore del Club Universitario de Deportes.
Dopo una controversa partita contro l'Alianza Atlético, Martín ha sottolineato che l'ingiustizia deve essere accettata e continuare a lavorare. Infine, ha commentato che l'arbitraggio non è buono, non solo in questa partita, ma in molte, e ci sono alcune condizioni che influiscono sul fatto che la partita vada come dovrebbe.

## Palmarès

### Club

#### Competizioni nazionali
- Campionato peruviano: 2

Universitario: 2023, 2024